# NGC 2579
NGC 2579 je otvoreni skup u zviježđu Krmi.

## Vanjske poveznice
- SEDS: NGC 2579